# Зыкин, Прокопий Миронович
Прокопий Миронович Зыкин (24 февраля 1902 года — 4 октября 1957 года) — советский государственный деятель, председатель исполнительного комитета Нижнеамурского областного Совета депутатов трудящихся (1938—1942).

## Биография
Родился 24 февраля 1902 года в починоке Голодаеве Мальканской волости Нолинского уезда Вятской губернии (ныне деревня Подлесная Воскресенского района Нижегородской области) в семье бедного крестьянина. С 1911 года по 1914 год учился в земской школе села Макарово. С 1914 года по 1918 год учился в реальном училище города Нолинска.
С декабря 1918 года учётчик излишков хлеба в волисполкоме в рамках продразвёрстки, а затем там же делопроизводитель. 25 мая 1919 года вступил в РКП(б). С апреля 1924 года по апрель 1929 года в Красной армии. С 1 июня 1938 года по декабрь 1942 года председатель Нижнеамурского облисполкома. С декабря 1942 года по июль 1943 года заместитель председателя Амурского облисполкома. С июля 1943 года по июль 1952 года на ответственных должностях в краевых структурах в Хабаровске.
С июля 1952 года в Комсомольске-на-Амуре: сначала заместитель председателя горисполкома, затем он был заведующий отделом промышленности горисполкома, позже председатель ревизионной комиссии горкома КПСС. Умер 4 октября 1957 года после тяжелой болезни.

## Семья
- Мирон Иванович — отец.
- Варвара Мокеевна — мать.
  - Пётр Миронович (ум. 1916) — старший брат.
  - Иван Миронович — брат.
  - Макар Миронович — брат.
  - Ещё 8 братьев или сестёр.
- Марина Александровна — жена.
  - Дети.
    - Внуки.